# GTbyCitroën
La GTbyCitroën ou Citroën GT est un concept car développé par le constructeur automobile français Citroën pour le jeu vidéo Gran Turismo 5 et Gran Turismo 6 sur PlayStation 3. Elle apparaît également dans les jeux vidéo The Crew 2 (mise à jour 2019), Asphalt 8 et Asphalt 9. Elle est présentée pour la première fois au public lors du Mondial de l'automobile de Paris 2008. Patrick Arnaud, ingénieur chargé de la GT, explique que le « but était de créer la supercar de 2025 ».

## Développement

### Idée
La GTbyCitroën est le résultat d'un partenariat entre Citroën et Polyphony Digital, studio de développement de la série Gran Turismo, jeu de simulation automobile sur les consoles PlayStation. La GT peut se piloter dans Gran Turismo 5 Prologue, Gran Turismo 5 et dans Gran Turismo sur PSP. C'est en réalité grâce à l'amitié entre Takumi Yamamoto, qui est l’auteur du style extérieur de la voiture, et un de ses amis d’enfance qui travaille chez Polyphony, que l'on doit cette supercar. Ils ont ainsi eu l'idée de concevoir une automobile dédiée uniquement au jeu de la PS3. Par la suite, Takumi présente le projet à Jean-Pierre Ploué, directeur du style Citroën. Il est immédiatement convaincu par cette idée nouvelle, si bien que Citroën accepte de construire l'automobile en vrai pour la présenter au public. 
Kazunori Yamauchi, concepteur du jeu Gran Turismo, est également très emballé par cette idée. Il explique même, dans une interview réalisée au Mondial de l'automobile de Paris, qu'il réalise un de ses rêves, celui de réaliser des voitures les plus réelles possibles, et d'avoir l'opportunité de concevoir une de ses automobiles en vrai avec un constructeur automobile.

### Mise en œuvre

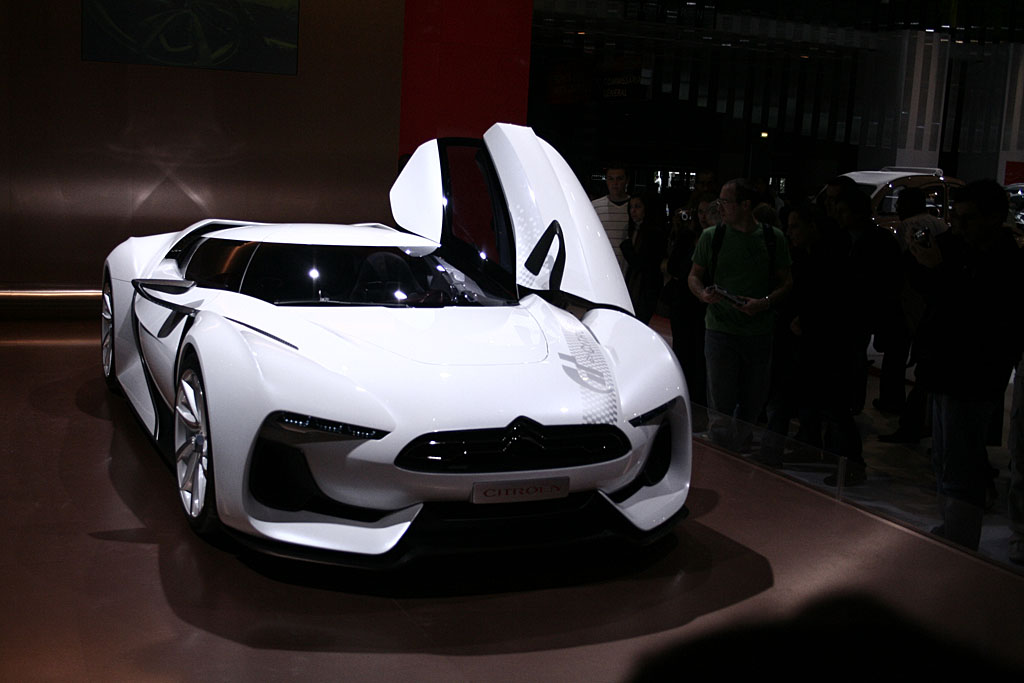
La GTbyCitroën au Mondial de l'automobile de Paris 2008

Contrairement aux autres concept car dont la durée de développement est de 18 à 24 mois, la GTbyCitroën s'est contentée de huit mois entre l'élaboration du projet et la présentation au Mondial de Paris. Les premiers travaux sur le projet débutent en janvier 2008, jusqu'en septembre 2008, lors des premiers essais de roulage.
Bien que certains s'amusent à imaginer la GT produite en toute petite série, Gilles Vidal, responsable design avancé chez Citroën, écarte lors d'une interview au mondial, toute possibilité de commercialisation. Or, lors de l'émission Turbo du 30 mai 2009 sur M6, le directeur du style de chez PSA a annoncé qu'il y avait 50 % de chance qu'elle sorte en petite série, et que tel était le souhait de l'équipe Citroën. Le prix estimé de ce GT très limité serait de 1,5 million d'euros. Finalement, lors du salon automobile de Francfort en 2011, la possibilité de commercialisation a été démentie pour un soi-disant "non définitif", rendant l'exemplaire unique au monde.

## Caractéristiques

### Design
La GTbyCitroën exploite au maximum les codes stylistiques de la catégorie, à savoir un profil très bas et musclé, des jantes de 21 pouces, des portes papillon, un très imposant aileron, des entrées d'air proéminentes, etc. Les phares intègrent les dernières technologies dans le domaine, à savoir un éclairage à LED, aussi bien à l'avant qu'à l'arrière.

Détails du design de la GTbyCitroën
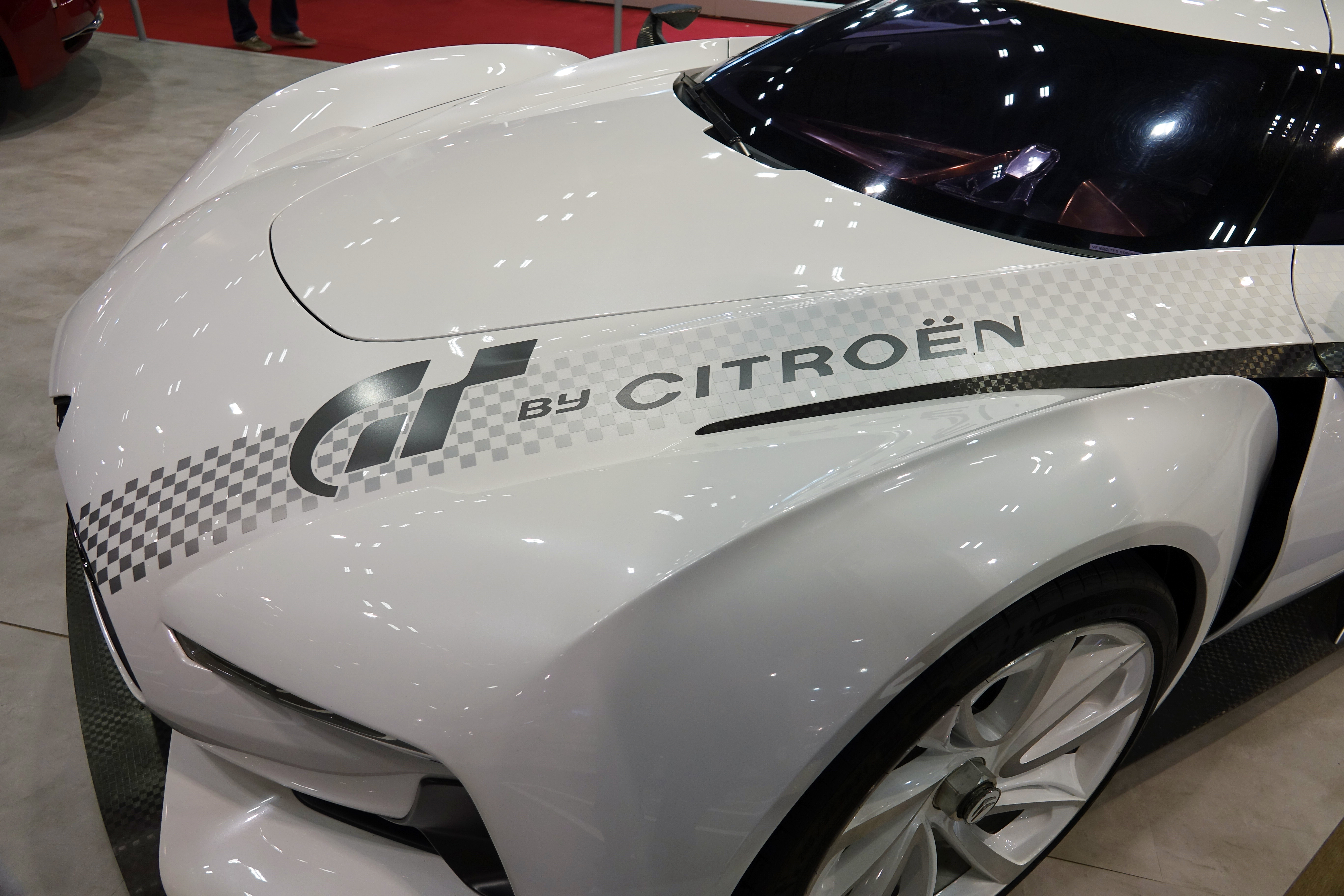
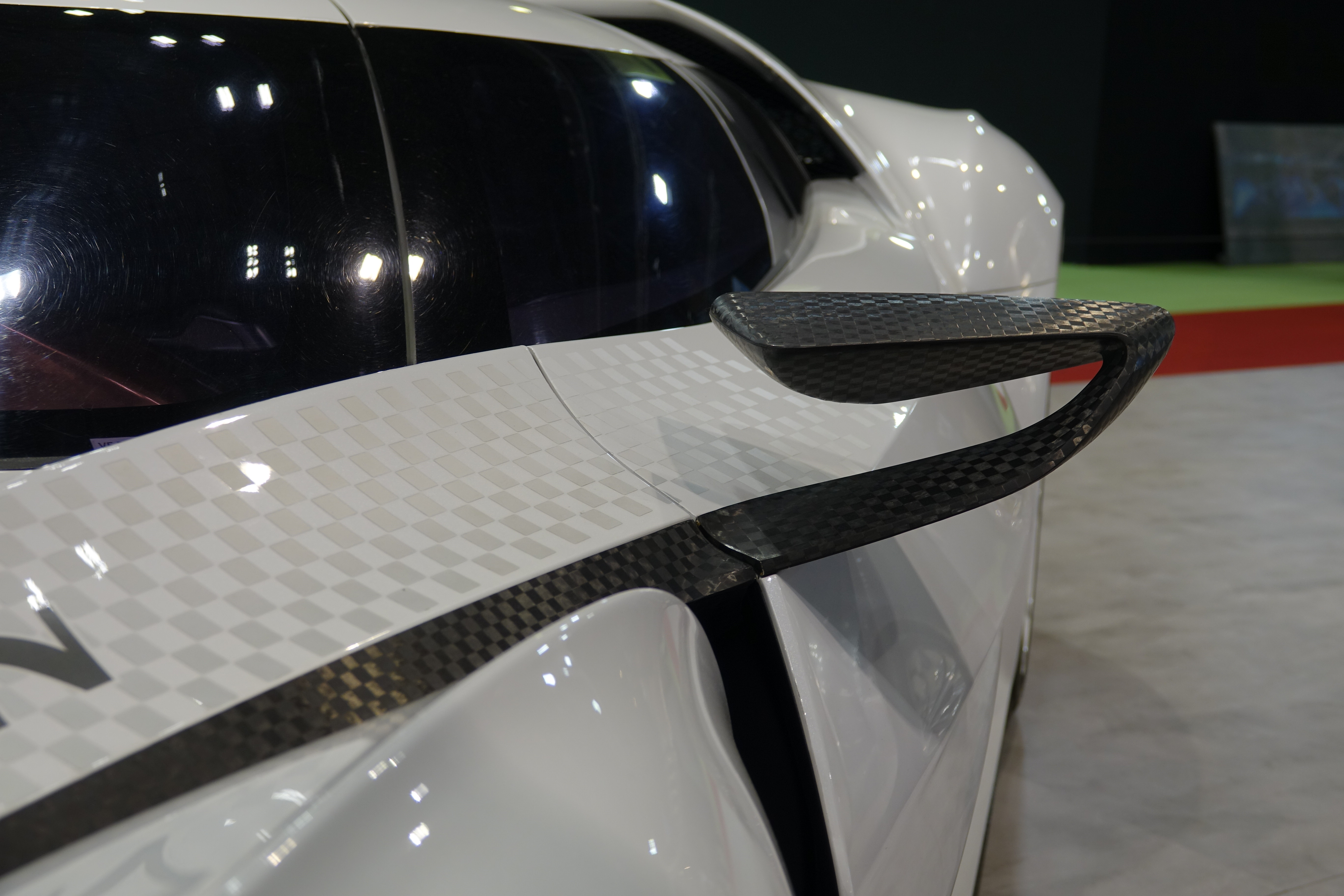
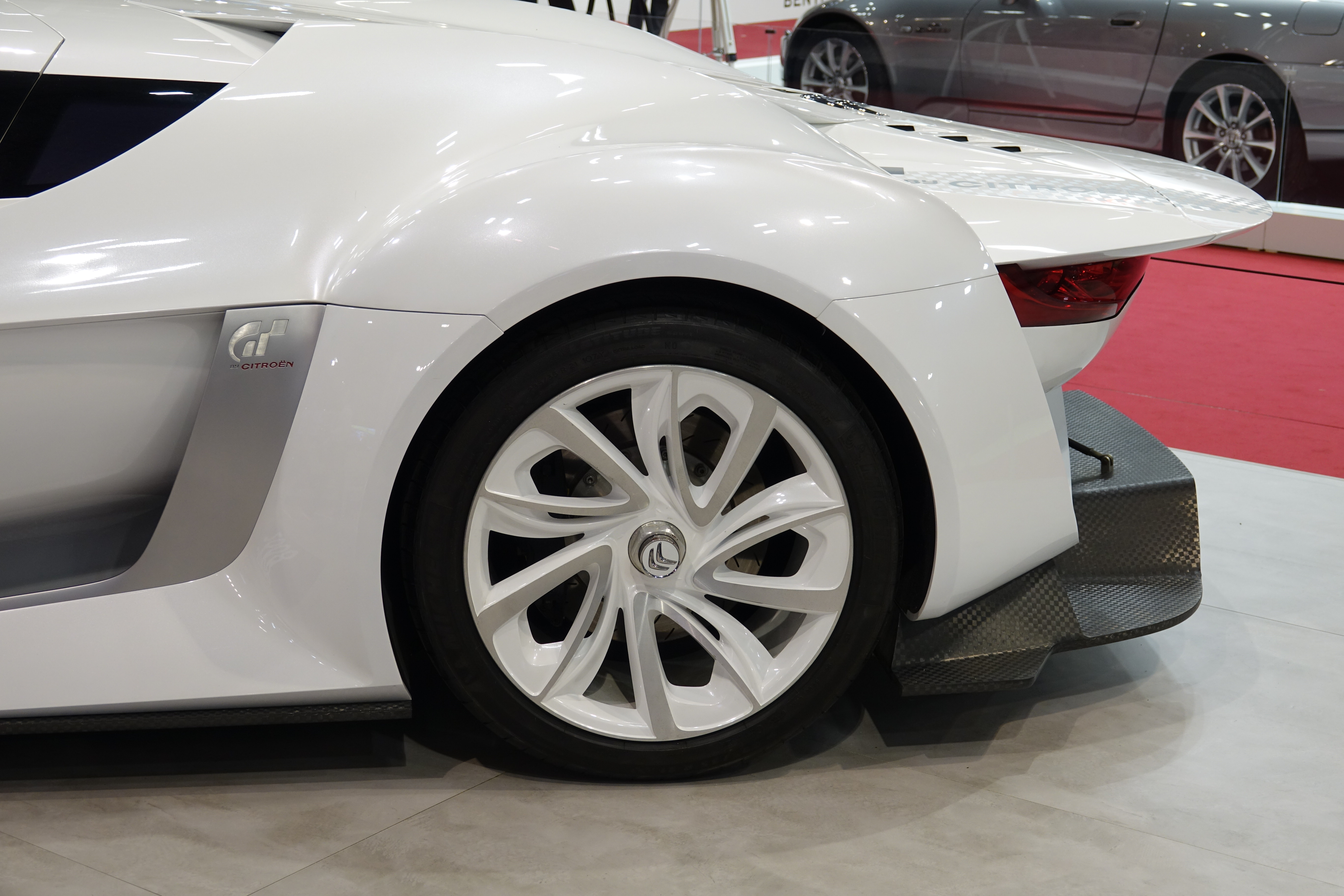
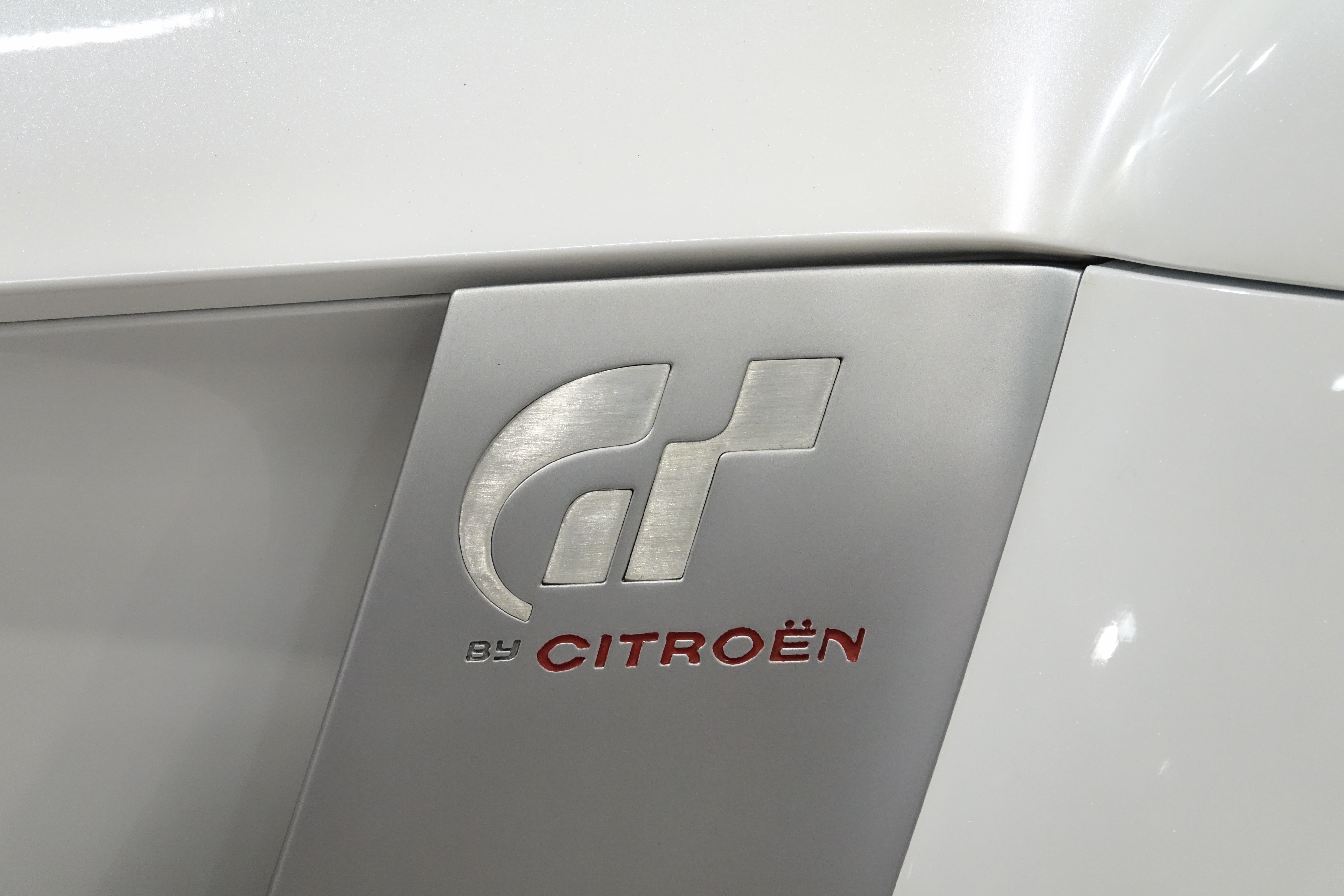

### Technique
Dans le jeu vidéo, la GTbyCitroën est propulsée par une pile à hydrogène alimentant quatre moteurs, développant une puissance de 580 kW soit 789 ch, pouvant atteindre 420 km/h. Néanmoins, le concept car exposé au salon (et dans le jeu vidéo sous le nom road car) est quant à lui propulsé par un moteur V8 essence provenant de la Ford GT 2005, gonflé à 640 ch (500 seulement dans les jeux) et peut atteindre 330 km/h.
Apparaît ensuite (toujours dans le virtuel) une version de course (la road car avec ajout d'ailerons avant et arrière et élargissement des ailes au niveau des passages de roues) nommée Race car dans Gran Turismo 5, développant 656 ch, renommé en Gr.3 dans Gran Turismo Sport et suivie d'une version allégée, nommé Gr.4 (dimensions des passages de roues conservées par rapport à la road car, mais le moteur passe à 400 ch).

## Galerie

GTbyCitroën à l'exposition « Origins Since 1919 » de Rétromobile 2019
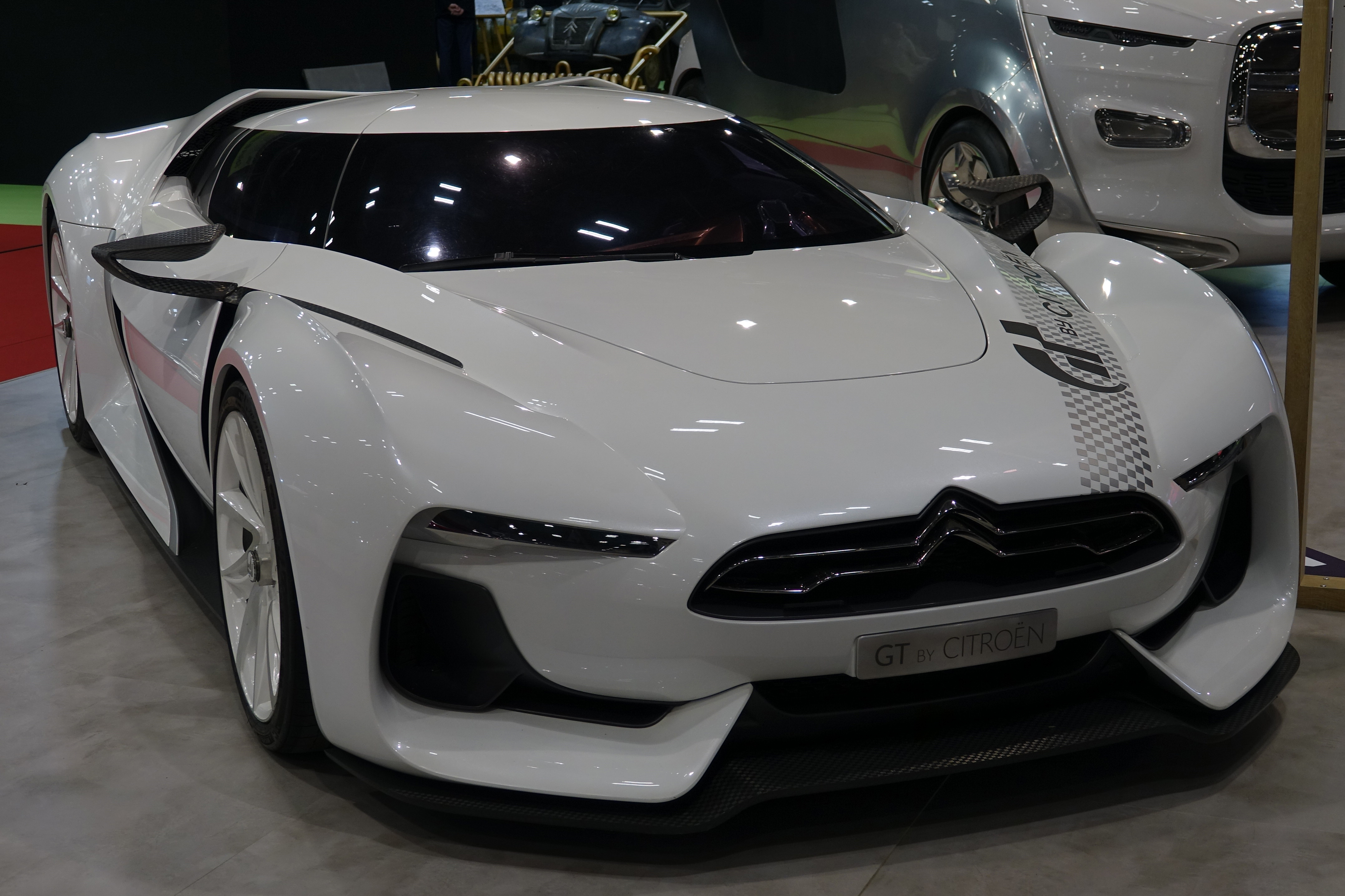
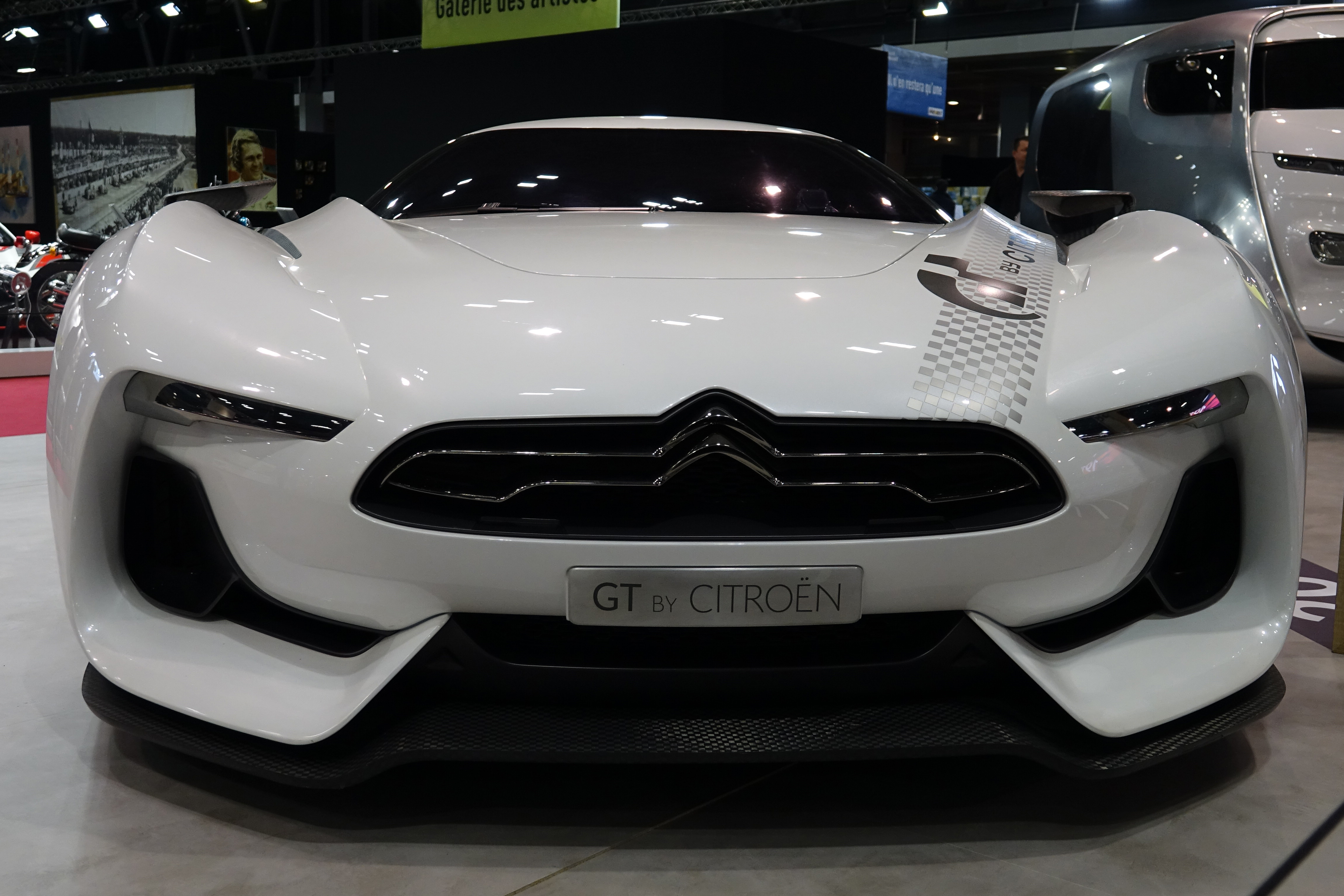
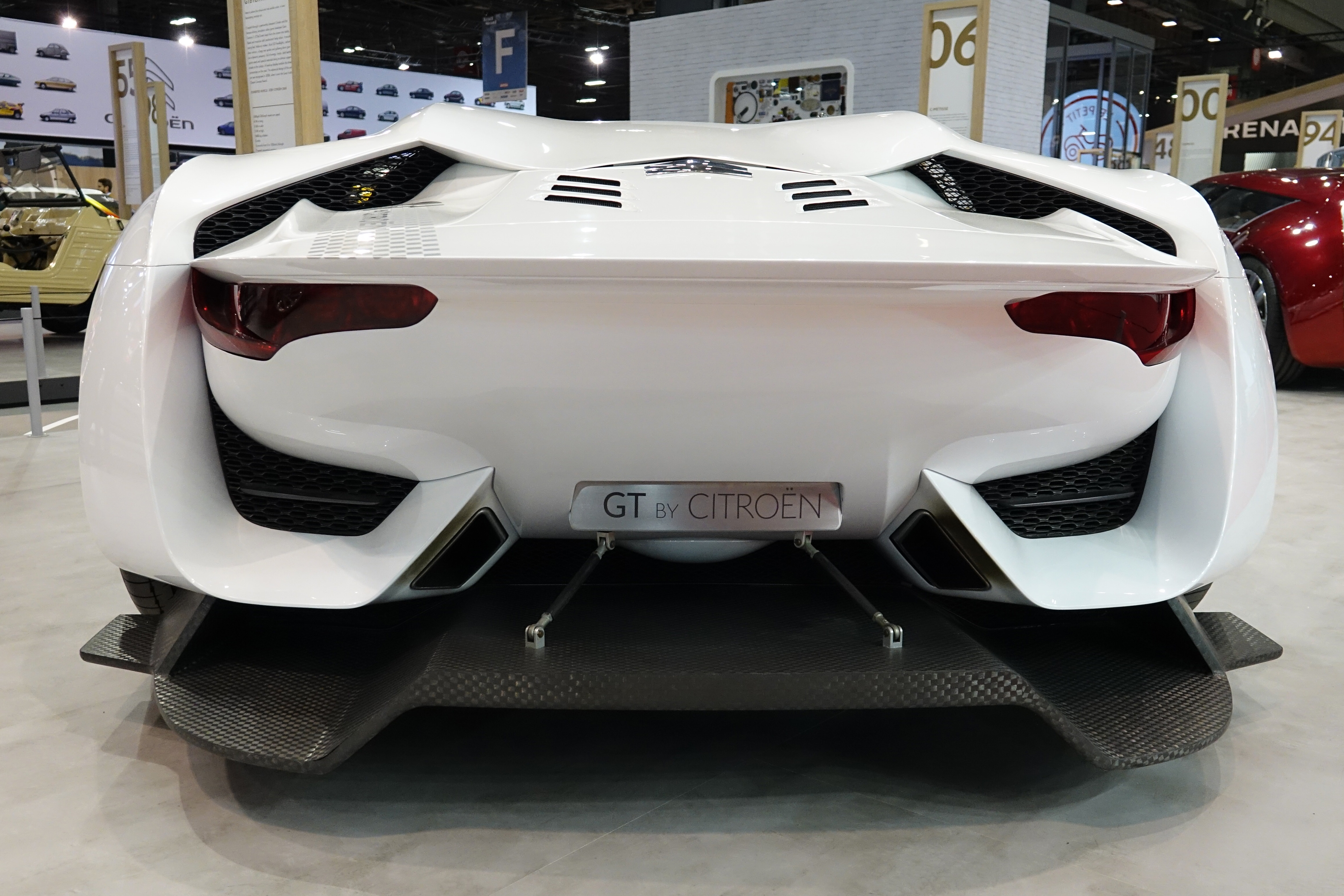
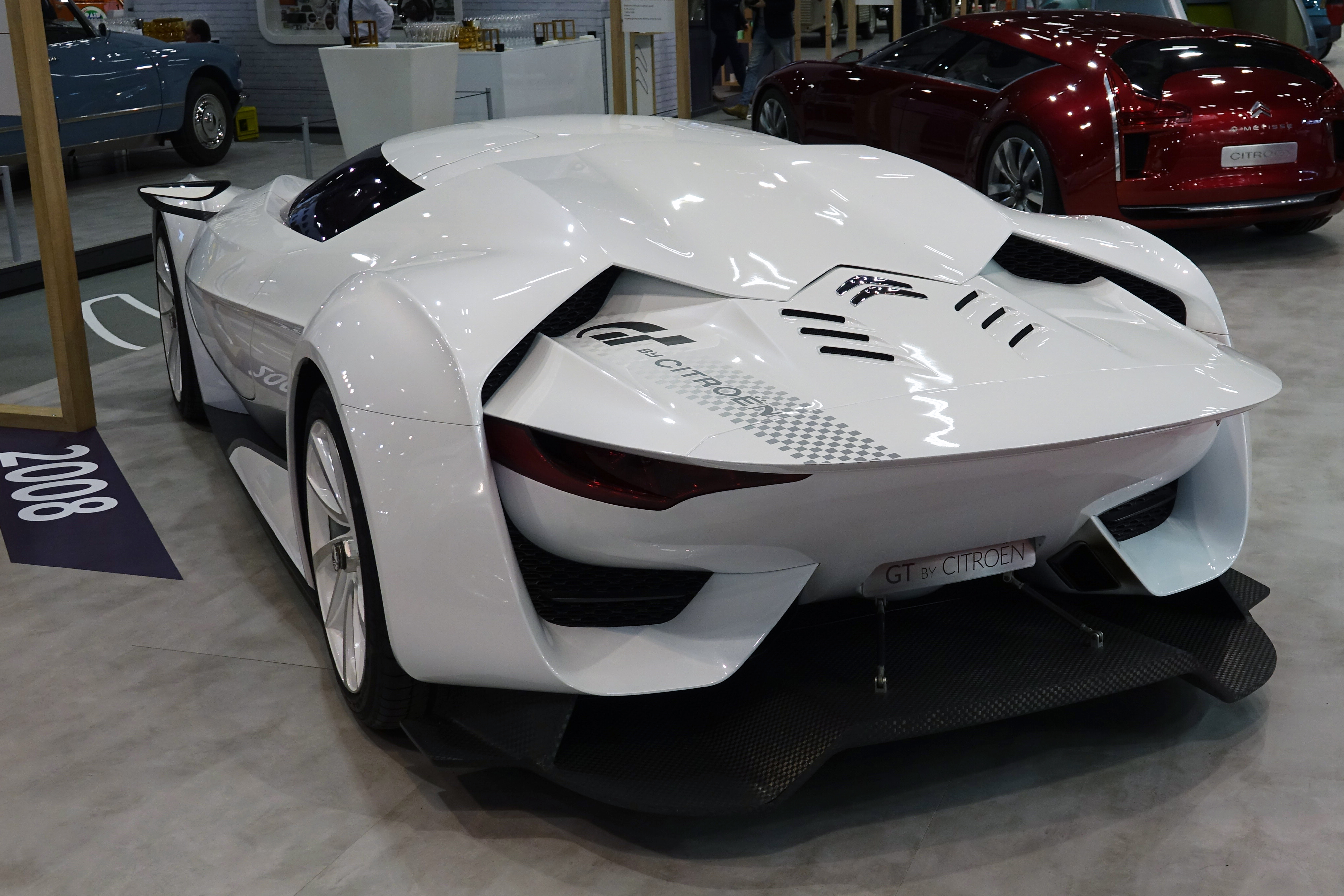

## Dans la culture populaire
Le véhicule apparaît dans différents jeux de la série Gran Turismo sous différentes versions :
- Gran Turismo 5 Prologue (mise à jour Spec III)
- Gran Turismo 5 (venant s'ajouter les versions routières et course)
- Gran Turismo 6
- Gran Turismo Sport (La version course devient Gr.3 et vient s'ajouter la Gr.4, mais la version hydrogène disparaît)
- Gran Turismo 7

Puis, elle revient dans d'autres :
- The Crew 2 (mise à jour de 2019)

Elle fait une apparition dans la série Asphalt :
- Asphalt 8: Airborne
- Asphalt 9: Legends

Ainsi que des apparitions sous forme de mods (Grand Theft Auto V, Assetto Corsa, Need For Speed World)

### Remarques
- Depuis Gran Turismo Sport, c'est la première fois que la version hydrogène n'est plus présente en jeu.
- Pour une raison inconnue, la version thermique en jeu est moins puissante de 140 ch que son homologue de la vraie vie.
- Dans The Crew 2, la voiture est propulsée par le V8, pourtant elle possède la même puissance que l'hydrogène.
- Il y a un cadran au bout du prolongement de la ligne du plafond vers le pare-brise qui est censé indiquer les rapports de vitesses, qui pourtant, ne sont jamais affichés dans aucun jeu de la franchise Gran Turismo.
- Les pouces pour appuyer sur les boutons de passages de vitesses n'ont jamais été animés dans aucun Gran Turismo.
- Toujours dans Gran Turismo, en particulier les épisodes 5 et 6, concernant la road car, il y a une erreur d'animation. Après avoir fini une course, dans le mode rediffusion, si on s'approche en caméra libre au moment de la course où l'on passe les vitesses, on remarque que le pilote positionne son bras droit vers le centre de la console centrale, mimant le mouvement de passage de vitesses à l'aide d'un levier de vitesse. Pourtant, même si le véhicule possède un type de boîte manuelle, il ne présente pas de levier quelconque, aussi bien dans la vraie vie que dans le modèle du jeu.
- Dans Asphalt 8: Airborne, il est indiqué que la voiture appartient à la marque DS Automobiles. Or, quand la GT a été dévoilée, ni la marque DS, ni la lignée et ni même la première voiture de la future gamme DS (DS3) n'avaient vu le jour. Cette erreur a été corrigée dans sa suite Asphalt 9: Legends.
  - La Citroën Survolt, sortie en 2010, subit de moitié la même erreur, car même si elle fait partie de la lignée DS Automobiles, elle a été avant tout conçue par Citroën.
  - Sans doute que la Citroën Survolt, étant déjà apparue sous la marque DS Automobiles dans Asphalt 6: Adrenaline, la GT aurait été mise avec pour ne pas séparer les "liens de parentés" (à préciser).